# Michael Rutter (Rennfahrer)

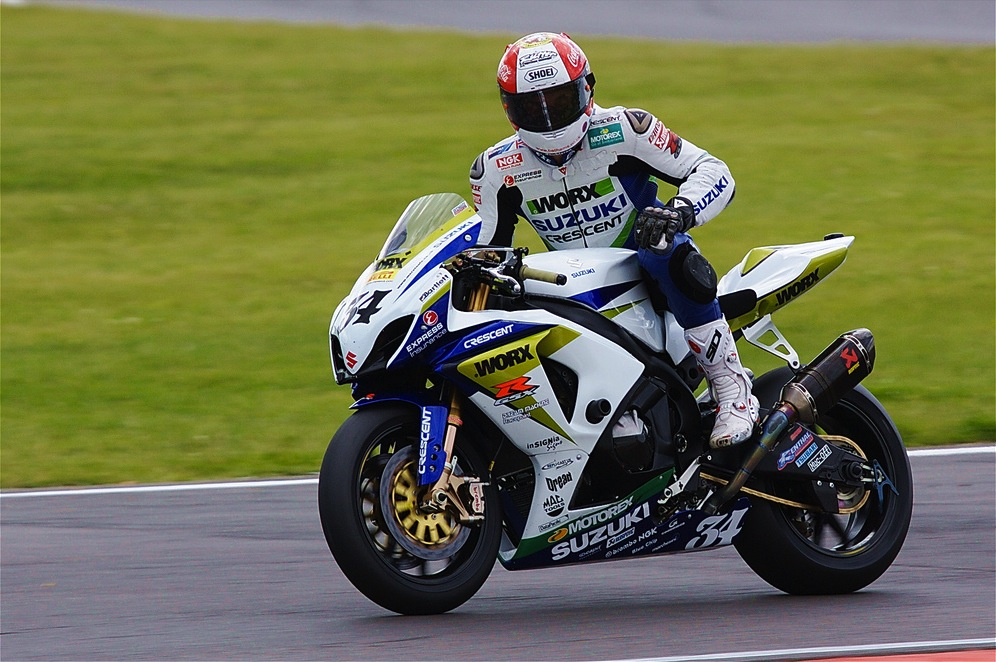
Michael Rutter 2009

Michael Rutter (* 18. April 1972 in Wordsley) ist ein britischer Motorradrennfahrer.

## Karriere
Rutters Vater Tony war bereits ein erfolgreicher Motorradfahrer bei Straßenrennen und Betreiber einer Rennfahrerschule. Schon als Jugendlicher nahm Michel Rutter an Nachwuchswettbewerben teil. 1993 fuhr er erstmals sowohl in der Britischen Superbike-Meisterschaft (BSB) als auch der Superbike-Weltmeisterschaft. In seiner Karriere konnte er bisher 28 nationale Siege in der BSB, an der er bis heute teilnimmt, und drei in der WM verbuchen. Rutter nahm außerdem 1999 mit mäßigem Erfolg an der 500-cm³-Klasse der Motorrad-Weltmeisterschaft teil.
Überregionale Beachtung erhielt Michael Rutter als erfolgreicher Pilot bei Straßenrennen. Beim Macau Grand Prix konnte mit acht ersten Plätzen niemand bei den Motorrädern so oft siegen wie er. Rutter gewann bei der Isle of Man TT sowohl mit konventionellen Motorrädern als auch in der seit 2009 ausgetragenen TT Zero mit Elektromotorrädern. 2013 fuhr er als erster Pilot auf einem Motorrad mit Elektroantrieb den symbolträchtigen Durchschnitt von 100 mph (160,93 km/h) auf dem knapp 37,71 mi (60,69 km) langen Snaefell Mountain Course. 
Rutter begann seine Karriere auf Honda. Zwischenzeitlich bestritt er immer auch Rennen auf Yamaha und Ducati. 2015 trat er auf BMW an, bevor er zum Paton SC-Project wechselte, das auf Kawasaki setzt.
Beim Macao GP 2019 wurde er durch die Rennleitung nachträglich zum Sieger vor seinem Teamkollegen Peter Hickman erklärt, der ihn wenige Augenblicke vor Rennabbruch, ausgelöst durch einen Massensturz, überholt hatte. Insgesamt siegte er dort damit neun Mal.

## Statistik

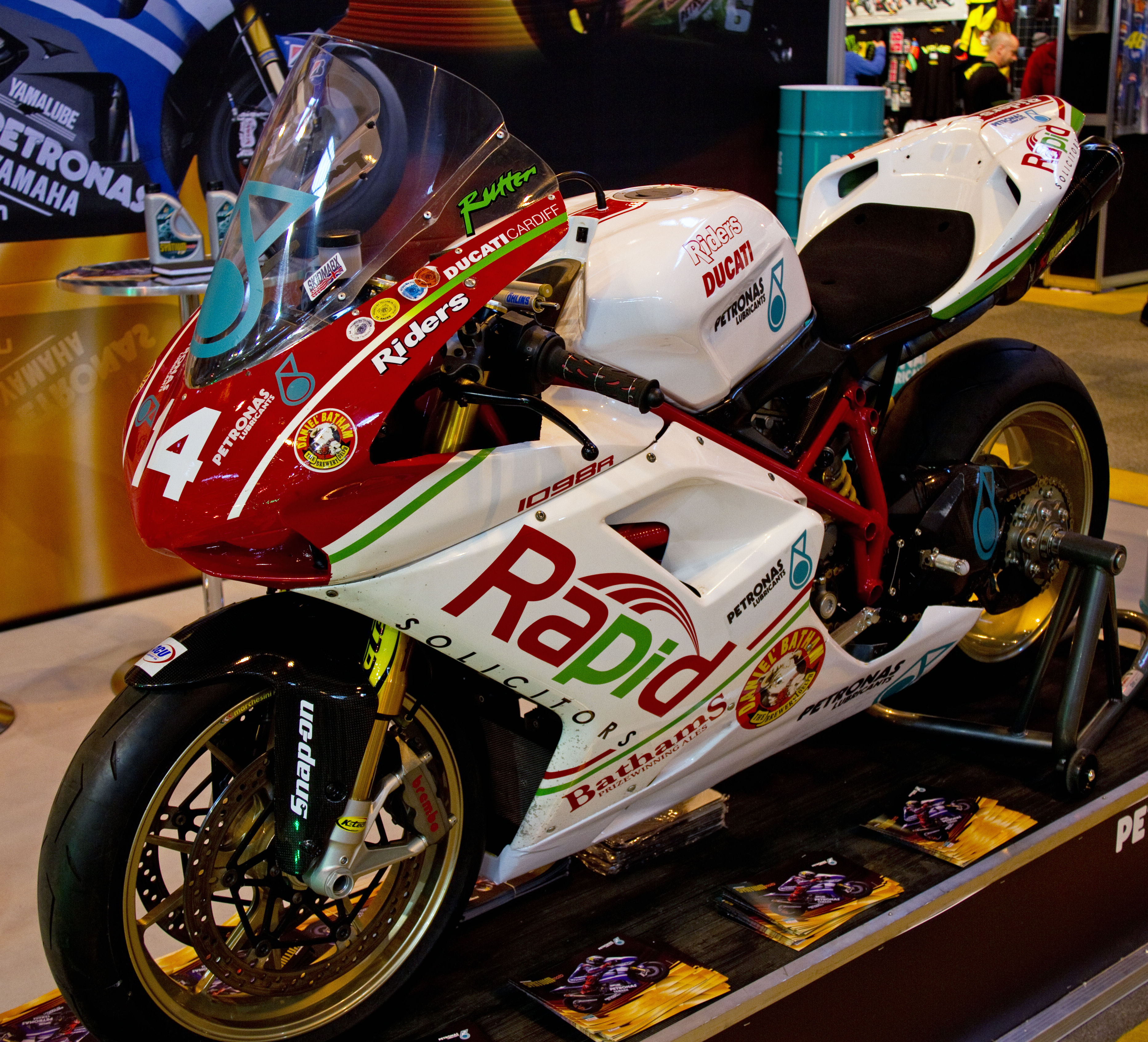
Rutters Ducati von 2011

### Isle-of-Man-TT-Siege
| Jahr | Klasse      | Maschine      | Durchschnittsgeschwindigkeit |
| ---- | ----------- | ------------- | ---------------------------- |
| 1998 | Junior      | Honda         | 114,37 mph (184,06 km/h)     |
| 2011 | TT Zero     | MotoCzysz     | 99,604 mph (160,3 km/h)      |
| 2012 | TT Zero     | MotoCzysz     | 104,056 mph (167,46 km/h)    |
| 2013 | TT Zero     | MotoCzysz     | 109,675 mph (176,5 km/h)     |
| 2017 | Lightweight | Kawasaki      | 118,645 mph (190,94 km/h)    |
| 2018 | TT Zero     | Mugen Shinden | 121,824 mph (196,06 km/h)    |
| 2019 | TT Zero     | Mugen Shinden | 121,909 mph (196,19 km/h)    |

### Weitere Siege
| Jahr | Klasse              | Maschine | Rennen            |
| ---- | ------------------- | -------- | ----------------- |
| 1997 | 600er               | Honda    | North West 200    |
| 1997 | Superbike Rennen 2  | Honda    | North West 200    |
| 1998 | Production          | Honda    | North West 200    |
| 1998 | Superbike Rennen 2  | Honda    | North West 200    |
| 1998 | Solomotrorrad       | Honda    | Macau Grand Prix  |
| 2000 | 600er               | Yamaha   | North West 200    |
| 2000 | Superbike Rennen 1  | Yamaha   | North West 200    |
| 2000 | Superbike Rennen 2  | Yamaha   | North West 200    |
| 2000 | Solomotrorrad       | Yamaha   | Macau Grand Prix  |
| 2001 | Solomotrorrad       | Kawasaki | Mallory Park Race |
| 2002 | Solomotrorrad       | Ducati   | Macau Grand Prix  |
| 2003 | Superbike           | Ducati   | North West 200    |
| 2003 | Solomotrorrad       | Ducati   | Macau Grand Prix  |
| 2003 | Solomotrorrad       | Ducati   | Mallory Park Race |
| 2004 | Superbike Rennen 1  | Honda    | North West 200    |
| 2004 | Superbike Rennen 2  | Honda    | North West 200    |
| 2004 | Solomotrorrad       | Honda    | Macau Grand Prix  |
| 2005 | Superbike Rennen 1  | Honda    | North West 200    |
| 2005 | Solomotrorrad       | Honda    | Macau Grand Prix  |
| 2008 | Superbike Rennen 1  | Yamaha   | North West 200    |
| 2011 | Solomotrorrad       | Ducati   | Macau Grand Prix  |
| 2012 | Superstock Rennen 2 | Yamaha   | North West 200    |
| 2017 | Supertwins Rennen 2 | Kawasaki | North West 200    |
| 2019 | Solomotrorrad       | BMW      | Macau Grand Prix  |